# Peter Wallensteen
Peter Wallensteen, född 29 juli 1945 i Stockholm, är en svensk freds- och konfliktforskare, nu seniorprofessor i freds- och konfliktkunskap vid Uppsala universitet och var innehavare av Dag Hammarskjölds professur i freds- och konfliktforskning åren 1985 till 2012. Han var även Richard G. Starmann Sr. Research Professor of Peace Studies, vid Kroc Institute for International Peace Studies at University of Notre Dame (Indiana, USA), 2006–2018. Han är internationellt känd forskarsamfundet främst för studier av internationella sanktioner där han leder SPITS, ett forskningsprojekt med fokus på riktade sanktioner, och inte minst för sitt arbete som ledare för Uppsala Conflict Data Program (UCDP) sedan dess start 1978 fram till 2015. UCDP är i sin tur känt för sina sammanställningar och analyser av data om konflikter i världen. På 2020-taletår har han skrivit om medling och tagit fram begreppet ”kvalitetsfred”.
Har var ordförande i Holmdahl-kommittén för mänskliga rättigheter 2013-23. Den delade ut Uppsala universitets främsta pris för insatser som främjar mänskliga fri- och rättigheter. Sedan 2021 är Wallensteen vice ordförande i Alva Myrdal-centrum för kärnvapennedrustning vid Uppsala universitet. Han leder centrets arbetsgrupp för sanktioner, ickespridning och nedrustning av kärnvapen.

## Biografi
Peter Wallensteen doktorerade 1973 i statsvetenskap vid Uppsala universitet med avhandlingen Structure and war: on international relations, 1920-1968. Han var åren 1972–1999 prefekt för institutionen för freds- och konfliktforskning vid Uppsala universitet, och kan ses som en pionjär inom svensk fredsforskning. I och med att Wallensteen 1985 fick Dag Hammarskjölds professur i freds- och konfliktforskning blev det också möjligt att starta en forskarutbildning i freds- och konfliktforskning i Uppsala. 2020 hade cirka 50 personer doktorerat i ämnet.
I sin forskning har Wallensteen ägnat sig åt studier av användningen av sanktioner som ett sätt att hantera internationella konflikter, FN:s fredsbevarande insatser, internationell medling och framförallt Uppsala Conflict Data Program (UCDP). UCDP har blivit en internationellt uppskattad resurs i studiet av konflikters orsaker, förlopp och lösning. UCDP:s data publiceras bland annat i Journal of Peace Research. I många år fanns de också i SIPRI:s årsböcker och i Human Security Reports, utöver programmets egen publikation States in Armed Conflict (1987–2012). 2011 fick programmet ett särskilt pris av American Political Science Association.
Wallensteen har även varit involverad som medlare och tredje part i en rad konflikter, såsom Bougainville, Israel-Palestina, Nagorno-Karabach och Cypern.
Wallensteen har undervisat kronprinsessan Victoria i freds- och konfliktforskning.
Wallensteens mest använda bok är Understanding Conflict Resolution som 2023 kom ut i sin sjätte upplaga och även översatts till arabiska och koreanska. Boken Peace Research: Theory and Practice från 2011 återger 13 av Wallensteens tidigare artiklar och har fem nya översikter om utvecklingen inom olika forskningsområden inom fredsforskningen. Den har översatts till mandarin. Volymen Peter Wallensteen: A Pioneer in Making Peace Researchable, Springer 2021, 643 sidor, innehåller 30 av Wallensteen artiklar och kapitel i tio centrala fredforskningsämnen.
Tillsammans med Isak Svensson har Wallensteen även skrivit The Go-Between: Jan Eliasson and Styles of Mediation (2010), där den svenska diplomaten Jan Eliassons erfarenheter som medlare studeras och Fredens diplomater (2016) som studerar närmare 50 nordiska medlingsinsatser sedan Folke Bernadottes tid. En uppföljare utkommer på Cambridge University Press 2025: The Peacemaking Mandate: Nordic Experiences in International Mediation.
Wallensteen var inspektor vid Västmanlands-Dala nation 2016–2021.

## Priser och utmärkelser
- 2019 - James A. Burns, C.S.C: Award, University of Notre Dame, USA, för "distinction in graduate teaching or other exemplary contributions to graduate education", Maj 17, 2019.[8]
- 2018 - Torgny Segerstedt-medaljen, Uppsala Universitet 2018, utdelad januari 2019.[9]
- 2016 - International Studies Association. Peace Studies Section’s Distinguished Scholar Award, 2016. Mottogs vid the ISA 57th Annual Convention, Atlanta, USA, 16 mars, 2016.[10]
- 2014 - FUF-priset 2014. Föreningen för Utvecklingsfrågor, December 2014.[6]
- 2014 - H.M. Konungens medalj, 8:e storleken i Serafimerordens band, för framstående insatser inom freds- och konfliktforskningen, 11 juni, 2014.[11]
- 2013 - Eldh-Ekblads fredspris
- 2011 - Rudbeckmedaljen [12]